# Ophthalmis milete
Ophthalmis milete là một loài bướm đêm trong họ Noctuidae.